# Cantone di Castelsarrasin-2
Il Cantone di Castelsarrasin-2 era una divisione amministrativa dell'arrondissement di Castelsarrasin.
È stato soppresso a seguito della riforma complessiva dei cantoni del 2014, che è entrata in vigore con le elezioni dipartimentali del 2015.
Comprendeva parte della città di Castelsarrasin e i comuni di:
- Albefeuille-Lagarde
- Barry-d'Islemade
- Les Barthes
- Labastide-du-Temple
- Meauzac